# Pazopanib
Pazopanib (łac. pazopanibum) – organiczny związek chemiczny, celowany lek przeciwnowotworowy hamujący wiele kinaz tyrozynowych stosowany w leczeniu przerzutowego raka nerki i niektórych zaawansowanych mięsaków tkanek miękkich.

## Mechanizm działania
Pazopanib jest inhibitorem kinaz tyrozynowych o aktywności skierowanej przeciw receptorom czynnika wzrostu śródbłonka naczyniowego (VEGFR1, VEGFR2, VEGFR3), płytkopochodnego czynnika wzrostu (PDGFR-α i β), czynnika wzrostu fibroblastów (FGFR) i receptora czynnika komórek macierzystych (c-KIT). In vivo pazopanib hamuje indukowaną przez VEGF fosforylację VEGFR-2. W wyniku zablokowania kilku szlaków metabolicznych pazopanib hamuje angiogenezę guza i zdolność do wytwarzania przerzutów.

## Wskazania

### Rak nerkokomórkowy
Pazopanib jest stosowany w leczeniu pierwszego rzutu u chorych z zaawansowanym rakiem nerki oraz u chorych leczonych wcześniej cytokinami. W zaleceniach National Comprehensive Cancer Network (NCCN) pazopanib, obok sunitynibu, bewacyzumabu z interferonem α i temsirolimusu, może być stosowany w pierwszej linii leczenia zaawansowanego raka nerki.
W badaniu VEG105192 na 435 chorych nie leczonych wcześniej lub otrzymujących cytokiny porównano skuteczność pazopanibu z placebo. Zaobserwowano znaczne wydłużenie przeżycia wolnego od progresji (PFS), którego mediana u chorych leczonych pazopanibem wynosiła 9,2 miesiąca, a u otrzymujących placebo – 4,2 miesiąca. Odsetek odpowiedzi obiektywnych wynosił dla pazopanibu 30%, a dla placebo 3%. Nie stwierdzono statystycznie istotnego wydłużenia przeżycia leczonych pazopanibem (22,9 miesiąca dla pazopanibu, 20,5 miesiąca dla placebo). W badaniu COMPARZ u 1110 z rakiem jasnokomórkowym nerki porównano skuteczność pazopanibu oraz sunitynibu, stwierdzono w nim podobną skuteczność obu leków. Mediana przeżycia wolnego od progresji choroby u chorych leczonych pazopanibem wynosiła 8,4 miesiąca, a u chorych leczonych sunitynibem 9,5 miesiąca, mediana przeżycia całkowitego była podobna w obu grupach (28,3 miesiąca dla sunitynibu i 29,1 dla pazopanibu). W badaniu PISCES porównano wpływ pazopanibu i sunitynibu na jakość życia, w tym badaniu chorzy preferowali pazopanib.
Istnieją ograniczone dane odnośnie do stosowania pazopanibu w ramach kolejnych linii leczenia. W badaniu na 44 chorych po wcześniejszym leczeniu sunitynibem lub bewacyzumabem podano pazopanib w ramach kolejnej linii leczenia, zaobserwowano 20% odpowiedzi. W innym badaniu na 88 chorych, którzy otrzymali wcześniej inhibitor kinazy tyrozynowej lub inhibitor kinazy mTOR, podano pazopanib w ramach kolejnej linii leczenia; zaobserwowano 25% odpowiedzi.
Nie ma dowodów na korzyści ze stosowania pazopanibu w leczeniu adiuwantowym lub neoadiuwantowym raka nerki.
Skojarzenie inhibitorów kinaz tyrozynowych i inhibitorów kinazy mTOR nie poprawia skuteczności leczenia, a nasila jego toksyczność.

### Mięsaki tkanek miękkich
Pazopanib jest stosowany w niektórych typach mięsaków tkanek miękkich w stadium zaawansowanym po wcześniejszej chemioterapii w stadium uogólnionym lub po progresji w ciągu 12 miesięcy od leczenia adiuwantowego lub neoadiuwantowego. W zaleceniach NCCN pazopanib może być stosowany w zaawansowanych mięsakach tkanek miękkich z wyłączeniem tłuszczakomięsaków (nowotworów tkanki tłuszczowej, adipocytic tumors).
W badaniu II fazy oceniono skuteczność leku w czterech grupach badanych: chorych na tłuszczakomięsaki, mięśniakomięsaki gładkokomórkowe, mięsaki maziówkowe oraz chorych na inne typy mięsaków tkanek miękkich. Odsetek przeżyć wolnych od progresji po 12 tygodniach w grupie chorych na mięsaki maziówkowe wynosił 49%, u chorych na mięśniakomięsaki gładkokomórkowe 44% oraz 39% u chorych z grupy z pozostałymi mięsakami tkanek miękkich. W grupie chorych na tłuszczakomięsaki ze względu na słabą skuteczność (PFS po 12 tygodniach osiągnęło jedynie 20%) badanie zakończono wcześniej.
W randomizowanym badaniu III fazy PALETTE na 369 chorych z zaawansowanym mięsakiem tkanek miękkich porównano leczenie pazopanibem w dawce 800 mg z placebo. Do badania włączono chorych po wcześniejszym leczeniu chemioterapią z zastosowaniem antracyklin po maksymalnie czterech liniach leczenia ogólnoustrojowego z większością typów histologicznych mięsaków tkanek miękkich, ale z badania wykluczono tłuszczakomięsaki, chrzęstniakomięsaki, embrionalne mięśniakomięsaki prążkowanokomórkowe, kostniakomięsaki, mięsaki Ewinga, prymitywne guzy neuroektodermalne, nowotwory podścieliskowe przewodu pokarmowego, włókniakomięsaki guzowate skóry, zapalne guzy miofibroblastyczne, międzybłoniaki oraz mieszane guzy mezodermalne trzonu macicy. Wykazano, że pazopanib znacząco wydłużał czas wolny od progresji choroby (PFS), którego mediana u chorych leczonych tym lekiem wynosiła 4,6 miesiąca, a u chorych otrzymujących placebo wynosiło 1,6 miesiąca. Różnica przeżycia całkowitego (OS) nie była istotna statystycznie (12,5 miesiąca dla pazopanibu, 10,7 miesiąca dla placebo). Leczenie było stosunkowo dobrze tolerowane. Odsetek odpowiedzi na pazopanib jest niewielki, wynosi on 6%, a więc głównym efektem terapeutycznym leku jest stabilizacja choroby. Problemem jest stosowanie leku u chorych z nasilonymi objawami choroby, u których korzystniejsze od poprawy przeżycia całkowitego może być osiągnięcie wyższego odsetka odpowiedzi i lepsza poprawa jakości życia. U niewielkiego odsetka leczonych lekiem obserwuje się długotrwałe odpowiedzi (PFS powyżej 2 lat).

## Przeciwwskazania
Pazopanib jest przeciwwskazany w przypadku nadwrażliwości na lek lub substancję pomocniczą preparatu.

## Dawkowanie
Pazopanib w leczeniu zaawansowanego raka nerki lub mięsaka tkanek miękkich podaje się w jednorazowej dawce 800 mg na dobę. Lek przyjmuje się na czczo, przynajmniej godzinę przed posiłkiem lub dwie godziny po posiłku.
Prawdopodobnie zaburzenia funkcji nerek nie wpływają na farmakokinetykę leku, dla chorych z klirensem kreatyniny powyżej 30 ml/min nie ma potrzeby dostosowywania dawki, u chorych z klirensem kreatyniny poniżej 30 ml/min konieczne jest zachowanie ostrożności podczas stosowania. U chorych z łagodnymi lub umiarkowanymi zaburzeniami funkcji wątroby konieczne jest zachowanie ostrożności podczas stosowania leku. Nie zaleca się stosowania leku u chorych z ciężkimi zaburzeniami czynności wątroby. W przypadku łagodnych zaburzeń funkcji wątroby (ALT poniżej 1,5 górnej granicy normy lub stężenie bilirubiny powyżej 35% wartości górnej granicy normy) zaleca się stosowanie pazopanibu w dawce 800 mg na dobę. W przypadku umiarkowanych zaburzeń czynności wątroby (stężenia bilirubiny 1,5–3 wartości górnej granicy normy) zaleca się zmniejszenie dawki do 200 mg raz na dobę.
Leku nie podaje się chorym poniżej 2. roku życia, ze względu na brak danych dotyczących bezpieczeństwa związanego ze wzrostem i dojrzewaniem. Również dla grupy chorych pomiędzy 2. a 18. rokiem życia nie ustalono bezpieczeństwa stosowania leku.

## Działania niepożądane
Do działań niepożądanych leku należą:
- bardzo często (1:10) – ból głowy, zmniejszenie łaknienia, uczucie zmęczenia, zaburzenia smaku, nadciśnienie tętnicze, nudności, wymioty, biegunka, ból brzucha, zmiana koloru włosów, zespół ręka-stopa, łysienie, wysypka, zwiększenie aktywności animotransferaz (ALT i AST).

- często (1:100 – 1:10) – ból nowotworowy, odwodnienie, leukopenia, neutropenia, małopłytkowość, osłabienie, uderzenia gorąca, dreszcze, nadmierna potliwość, zmniejszenie masy ciała, bezsenność, zawroty głowy, obwodowa neuropatia czuciowa, parestezje, niewyraźne widzenie, niedokrwienie mięśnia sercowego, ból w klatce piersiowej, powikłania zakrzepowo-zatorowe, krwawienie z nosa, duszność, krwioplucie, chrypka, dyspepsja, wzdęcie, zapalenie błon śluzowych, zapalenie błony śluzowej jamy ustnej, owrzodzenie w jamie ustnej, suchość jamy ustnej, hepatotoksyczność, podwyższone stężenie bilirubiny, zwiększenie aktywności lipazy, amylazy i γ-glutamylotransferazy, zwiększenie stężenia kreatyniny, mocznika, białkomocz, obrzęki, hipofosfatemia, niedoczynność tarczycy, hipopigmentacja skóry, rumień, świąd, suchość skóry, złuszczanie skóry, zmiany paznokci, reakcje nadwrażliwości na światło, bóle i kurcze mięśniowe.

- niezbyt często (1:1000 – 1:100) – zakażenia z neutropenią lub bez neutropenii, niedoczulica, przemijający udar niedokrwienny, udar mózgu, senność, bradykardia, zawał mięśnia sercowego, przełom nadciśnieniowy, wydłużenie odstępu QT w EKG, wyciek wodnisty z nosa, odma opłucnowa, krwotok, krwotok z przewodu pokarmowego, wymioty krwawe, krwawienie z odbytu lub odbytnicy, obecność świeżej krwi w kale, stolec smolisty, krwotok z żylaków odbytu, krwotok z przełyku, krwotok zaotrzewnowy, krwotok z płuc, krwotok z dróg moczowych, obfite krwawienia miesięczne, krwotok z pochwy lub macicy, perforacja jelita krętego, perforacja jelita grubego, przetoka jelitowo-skórna, zapalenie trzustki, niewydolność wątroby, żółtaczka, polekowe uszkodzenie wątroby, zwiększenie aktywności aminotransferaz, zmniejszenie stężenia glukozy we krwi, hipomagnezemia, uogólniony świąd, wysypka, rumień podeszwowy, odbarwienia rzęs, ból mięśniowo-szkieletowy.

## Farmakokinetyka
Po podaniu doustnym leku maksymalne stężenie pazopanibu jest osiągane po około 3,5 godziny. We krwi lek jest związany w 99% z białkami osocza. Lek jest metabolizowany przede wszystkim za pomocą izoenzymu CYP3A4, a w znacznie mniejszym stopniu za pomocą CYP1A2 i CYP2C8. Jednak aktywność leku zależy od ekspozycji na formę niezmienioną. Średni okres półtrwania wynosi 30,9 godziny. Pazopanib jest eliminowany głównie z kałem, a jedynie 4% podanej dawki jest usuwane z moczem.

## Interakcje
Ze względu na ryzyko zwiększenia ekspozycji na pazopanib konieczne jest unikanie jednoczesnego leczenia silnymi inhibitorami izoenzymu CYP3A4, glikoproteiny P lub białka oporności raka piersi (BCRP). Z powodu inhibicji przez pazopanib transferazy urydyno-difosforano-glukuronozylowej 1A1 (UGT1A1) konieczne jest zachowanie ostrożności przy jednoczesnym stosowaniu z jej substratami.